# ناحیه آلتو پاراگوای
ناحیه آلتو پاراگوای (به اسپانیایی: Alto Paraguay Department) یک ناحیه در پاراگوئه است. 

## خصوصیات
ناحیه آلتو پاراگوای ۸۲٬۳۴۹ کیلومترمربع مساحت و ۱۵٬۰۰۸ نفر جمعیت دارد.